# La strada verso casa (romanzo)
(Dal romanzo)
La strada verso casa è il settimo romanzo dell'autore italiano Fabio Volo, pubblicato il 22 ottobre 2013.
A dicembre 2013 il romanzo è arrivato a vendere oltre 550 000 copie.

## Trama
La storia parla di Andrea e Marco, due fratelli separati l'uno dall'altro da due caratteri completamente diversi sin da ragazzi. Dopo la sofferta morte della madre, Marco ha preso sempre più le distanze dal fratello e dal padre, sino a quando parte per Londra, dove negli anni si costruisce una nuova vita diventando proprietario di un ristorante italiano in città. Andrea, invece, continua gli studi e si laurea in ingegneria, per poi sposarsi con Daniela, conosciuta da poco più di un anno. Marco torna dopo molto tempo a casa sua, in Italia, quando il padre viene ricoverato in seguito alla rottura di un femore. Dopo alcuni accertamenti, però si viene a sapere che egli sta manifestando i primi sintomi di una malattia mentale degenerativa. Marco rimane quindi per qualche tempo con lui, approfittando dell'occasione per riallacciare il legame con suo fratello Andrea e con la sua ex fidanzata che non vedeva da anni, e che in cuor suo ha sempre amato negandolo a sé stesso.

## Personaggi
L'intero racconto ruota attorno ai due fratelli Marco e Andrea, dei quali vengono narrate le vicende nello stesso capitolo o, più spesso, in capitoli separati. Attorno a loro sono sviluppate le figure di altri personaggi, più o meno importanti, che incidono sul loro progressivo cambiamento nel corso del romanzo.
- Marco: ha sempre vissuto la sua vita con la paura del futuro, allontanandosi da tutto e tutti per la paura che una scelta possa escludere tutte le altre e fidandosi solo di sé stesso, vivendo relazioni sterili e di breve durata per evitare di prendersi responsabilità che avrebbero potuto compromettere la sua libertà.
- Andrea: sin dalla morte della madre si è preso le sue responsabilità, ha programmato ogni dettaglio della sua vita aspettandosi che tutto andasse come previsto, ma ciò non ha fatto altro che illuderlo ed escluderlo dall'essere veramente felice.
- Lucia: madre di Andrea e Marco. Muore in seguito a una lunga malattia quando i due sono ancora adolescenti, lasciando in entrambi una profonda cicatrice che resterà per tutta la loro vita.
- Luigi: padre di Andrea e Marco. Dopo la morte della moglie si è chiuso in sé stesso, costruendo un muro invisibile tra sé e i figli. Anch'egli si ammala come la moglie, e i figli sono costretti a seguirlo da vicino in quanto non è più autosufficiente.
- Isabella: ex fidanzata di Marco. Due anni dopo essersi sposata con un francese, divorzia da questi e torna in Italia dalla madre per un breve periodo, durante il quale rincontra dopo molto tempo Marco.
- Daniela: ex moglie di Andrea, simile a lui nel carattere e per questo prigioniera delle loro abitudini.
- Irene: collega di Andrea, con il quale avrà una breve relazione dopo la fine del suo matrimonio con Daniela.
- Rossana: madre di Isabella.
- Mathilde: figlia di Isabella.
- Adriano: cuoco romano, collega e amico di Marco.

## Analisi
Fabio Volo ha iniziato a lavorare al romanzo verso la fine del 2012, quando si sposta a New York per iniziare la sua stesura. L'autore annuncia la data di pubblicazione del libro il 4 ottobre 2013 sulla sua pagina Facebook. Sempre su Facebook, l'8 ottobre pubblica la copertina, realizzata come per i precedenti libri da Volo stesso. Essa consiste in una foto di una maglietta bianca appesa ad un appendiabiti. Volo ha motivato questa scelta dichiarando che descrive in breve la storia, che è intima e maschia. Il libro non è scritto in prima persona come è tipico nello stile di scrittura di Fabio Volo, ma in terza persona. Egli ha descritto così l'opera:

## Edizioni
- Fabio Volo, La strada verso casa, A. Mondadori, 2013, ISBN 978-88-04-63357-0.